# غافين هندرسون
غافين هندرسون (بالإنجليزية: Gavin Henderson)‏ هو موزع بريطاني، ولد في 3 فبراير 1948.